# Staurothyone distincta
Staurothyone distincta is een zeekomkommer uit de familie Cucumariidae.
De wetenschappelijke naam van de soort werd in 1938 gepubliceerd door Hubert Lyman Clark.